# 대훈위 국화장경식

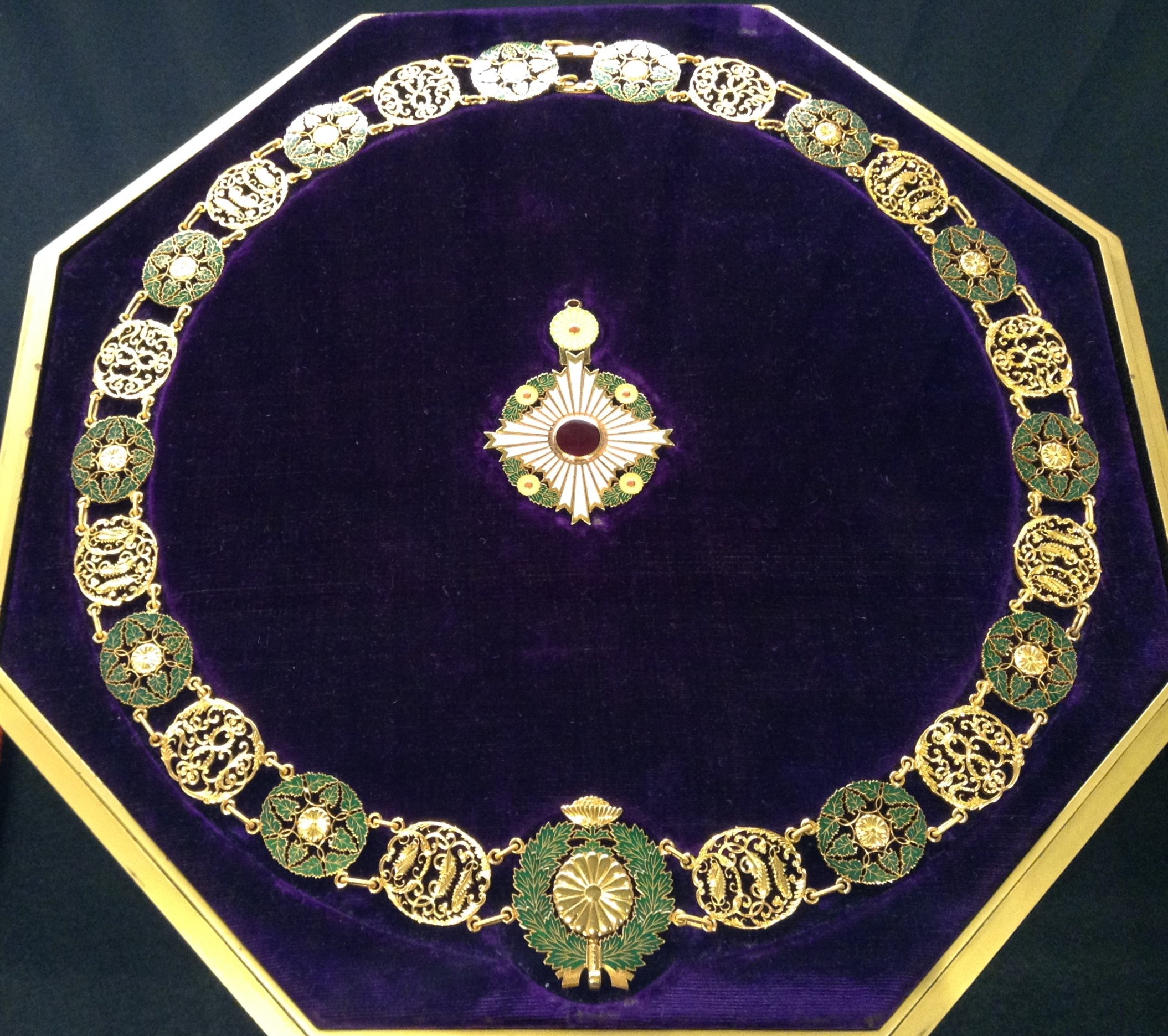
大勲位菊花章頸飾

대훈위 국화장경식(일본어: 大勲位菊花章頸飾, 영어: Collar of the Supreme Order of the Chrysanthemum)은 일본의 훈장 가운데 하나이며, 1888년(메이지 21년)에 칙령에 따라 제정된 최고 등급의 훈장이다.

## 수장자 명단

### 내국인
| 연도                   | 일자      | 이름                             | 한자             | 지위·작위                             |
| ---------------------- | --------- | -------------------------------- | ---------------- | ------------------------------------- |
| 1888년 (메이지 21년)   | 1월 4일   | 메이지 천황                      | 明治天皇         | 제122대 천황                          |
| 1895년 (메이지 28년)   | 1월 16일  | 아리스가와노미야 다루히토        | 有栖川宮熾仁親王 | 친왕, 육군대장, 참모총장              |
| 1895년 (메이지 28년)   | 8월 5일   | 고마쓰노미야 아키히토            | 小松宮彰仁親王   | 친왕, 원수·육군대장, 참모총장         |
| 1895년 (메이지 28년)   | 11월 1일  | 기타시라카와노미야 요시히사      | 北白川宮能久親王 | 친왕, 육군대장, 근위사단장            |
| 1900년 (메이지 33년)   | 5월 10일  | 요시히토                         | 嘉仁親王         | 황태자, 제123대 천황                  |
| 1906년 (메이지 39년)   | 4월 1일   | 이토 히로부미                    | 伊藤博文         | 공작, 내각총리대신                    |
| 1906년 (메이지 39년)   | 4월 1일   | 오야마 이와오                    | 大山巌           | 공작, 원수·육군대장, 육군대신         |
| 1906년 (메이지 39년)   | 4월 1일   | 야마가타 아리토모                | 山縣有朋         | 공작, 원수·육군대장, 내각총리대신     |
| 1913년 (다이쇼 2년)    | 7월 7일   | 아리스가와노미야 다케히토        | 有栖川宮威仁親王 | 친왕, 원수·해군대장, 군사참의관       |
| 1915년 (다이쇼 4년)    | 9월 1일   | 이노우에 가오루                  | 井上馨           | 후작, 외무대신                        |
| 1916년 (다이쇼 5년)    | 1월 19일  | 후시미노미야 사다나루            | 伏見宮貞愛親王   | 원수·육군대장, 제1사단장              |
| 1916년 (다이쇼 5년)    | 7월 14일  | 마쓰카타 마사요시                | 松方正義         | 공작, 내각총리대신                    |
| 1919년 (다이쇼 8년)    | 1월 21일  | 덕수궁 이태왕 희(고종)           | 徳壽宮李太王熈   | 왕, 대한제국 황제                     |
| 1919년 (다이쇼 8년)    | 6월 4일   | 도쿠다이지 사네쓰네              | 徳大寺実則       | 공작, 내대신                          |
| 1921년 (다이쇼 10년)   | 9월 24일  | 히로히토                         | 裕仁親王         | 황태자, 섭정, 제124대 천황            |
| 1921년 (다이쇼 10년)   | 9월 24일  | 간인노미야 고토히토              | 閑院宮載仁親王   | 친왕, 원수·육군대장, 참모총장         |
| 1922년 (다이쇼 11년)   | 1월 10일  | 오쿠마 시게노부                  | 大隈重信         | 후작, 내각총리대신                    |
| 1922년 (다이쇼 11년)   | 6월 27일  | 히가시후시미노미야 요리히토 친왕 | 東伏見宮依仁親王 | 친왕, 원수·해군대장, 제2함대사령장관  |
| 1926년 (다이쇼 15년)   | 11월 11일 | 도고 헤이하치로                  | 東郷平八郎       | 후작, 원수·해군대장, 연합함대사령장관 |
| 1928년 (쇼와 3년)      | 11월 10일 | 사이온지 긴모치                  | 西園寺公望       | 공작, 내각총리대신                    |
| 1929년 (쇼와 4년)      | 1월 27일  | 구니노미야 구니요시              | 久邇宮邦彦王     | 왕, 원수·육군대장, 근위사단장         |
| 1933년 (쇼와 8년)      | 12월 9일  | 야마모토 곤노효에                | 山本権兵衛       | 백작, 해군대장, 내각총리대신          |
| 1934년 (쇼와 9년)      | 4월 29일  | 후시미노미야 히로야스            | 伏見宮博恭王     | 왕, 원수·해군대장, 군령부총장         |
| 1940년 (쇼와 15년)     | 4월 29일  | 나시모토노미야 모리마사          | 梨本宮守正王     | 왕, 원수·육군대장, 신궁제주           |
| 1967년 (쇼와 42년)     | 10월 20일 | 요시다 시게루                    | 吉田茂           | 내각총리대신                          |
| 1975년 (쇼와 50년)     | 6월 3일   | 사토 에이사쿠                    | 佐藤栄作         | 내각총리대신                          |
| 1989년 (헤이세이 원년) | 1월 7일   | 아키히토                         | 明仁             | 제125대 천황, 상황                    |
| 2019년 (레이와 원년)   | 5월 1일   | 나루히토                         | 徳仁             | 제126대 천황                          |
| 2019년 (레이와 원년)   | 11월 29일 | 나카소네 야스히로                | 中曽根康弘       | 내각총리대신                          |
| 2022년 (레이와 4년)    | 7월 8일   | 아베 신조                        | 安倍晋三         | 내각총리대신                          |

### 외국인
| 연도                   | 일자      | 이름                           | 지위·작위   | 국적              |
| ---------------------- | --------- | ------------------------------ | ----------- | ----------------- |
| 1894년 (메이지 27년)   |           | 빌헬름 2세                     | 황제        | 독일 제국         |
| 1896년 (메이지 29년)   |           | 니콜라이 2세                   | 황제        | 러시아 제국       |
| 1898년 (메이지 31년)   |           | 프란츠 요제프 1세              | 황제        | 오스트리아-헝가리 |
| 1902년 (메이지 35년)   |           | 에드워드 7세                   | 국왕        | 대영 제국         |
| 1902년 (메이지 35년)   |           | 비토리오 에마누엘레 3세        | 국왕        | 이탈리아 왕국     |
| 1907년 (메이지 37년)   | 10월 17일 | 순종                           | 황제        | 대한제국          |
| 1908년 (메이지 38년)   |           | 레오폴 2세                     | 국왕        | 벨기에 왕국       |
| 1911년 (메이지 44년)   |           | 조지 5세                       | 국왕        | 대영 제국         |
| 1912년 (다이쇼 1년)    |           | 코넛과 스트래선 공작 아서      | 캐나다 총독 | 대영 제국         |
| 1912년 (다이쇼 1년)    |           | 알베르트 빌헬름 하인리히       | 황자        | 독일 제국         |
| 1922년 (다이쇼 11년)   |           | 에드워드 8세                   | 국왕        | 대영 제국         |
| 1929년 (쇼와 4년)      |           | 글로스터 공작 헨리             | 황자        | 대영 제국         |
| 1935년 (쇼와 10년)     |           | 푸이                           | 황제        | 만주국            |
| 1937년 (쇼와 12년)     |           | 조지 6세                       | 국왕        | 대영 제국         |
| 1956년 (쇼와 31년)     | 11월 16일 | 하일레 셀라시에 1세            | 황제        | 에티오피아 제국   |
| 1957년 (쇼와 32년)     | 11월 8일  | 파이살 2세                     | 황제        | 이라크 왕국       |
| 1958년 (쇼와 33년)     | 5월 19일  | 모하마드 레자 팔라비           | 황제        | 이란 제국         |
| 1960년 (쇼와 35년)     | 4월 15일  | 마헨드라                       | 국왕        | 네팔              |
| 1960년 (쇼와 35년)     | 9월 8일   | 드와이트 D. 아이젠하워         | 대통령      | 미국              |
| 1962년 (쇼와 37년)     | 7월 10일  | 엘리자베스 2세                 | 국왕        | 영국              |
| 1962년 (쇼와 37년)     | 7월 10일  | 구스타프 6세 아돌프            | 국왕        | 스웨덴            |
| 1963년 (쇼와 38년)     | 5월 24일  | 라마 9세                       | 국왕        | 태국              |
| 1964년 (쇼와 39년)     | 1월 14일  | 보두앵 1세                     | 국왕        | 벨기에            |
| 1964년 (쇼와 39년)     | 6월 15일  | 뚜안꾸 스예드 뿌뜨라           | 국왕        | 말레이시아        |
| 1969년 (쇼와 44년)     | 4월 8일   | 무함마드 자히르 샤             | 국왕        | 아프가니스탄 왕국 |
| 1970년 (쇼와 45년)     | 2월 17일  | 이스마일 나시루딘              | 국왕        | 말레이시아        |
| 1971년 (쇼와 46년)     | 5월 18일  | 파이살 빈 압둘아지즈 알사우드  | 국왕        | 사우디아라비아    |
| 1975년 (쇼와 50년)     | 2월 12일  | 비렌드라                       | 국왕        | 네팔              |
| 1976년 (쇼와 51년)     | 3월 2일   | 후세인 1세                     | 국왕        | 요르단            |
| 1976년 (쇼와 51년)     | 9월 10일  | 에르네스투 게이세우            | 대통령      | 브라질            |
| 1980년 (쇼와 55년)     | 4월 11일  | 칼 16세 구스타프               | 국왕        | 스웨덴            |
| 1980년 (쇼와 55년)     | 10월 24일 | 후안 카를로스 1세              | 국왕        | 스페인            |
| 1981년 (쇼와 56년)     | 4월 17일  | 마르그레테 2세                 | 국왕        | 덴마크            |
| 1983년 (쇼와 58년)     | 10월 14일 | 올라프 5세                     | 국왕        | 노르웨이          |
| 1984년 (쇼와 59년)     | 4월 3일   | 하사날 볼키아                  | 국왕        | 브루나이          |
| 1984년 (쇼와 59년)     | 4월 20일  | 하마드 알 타니                 | 국왕        | 카타르            |
| 1990년 (헤이세이 2년)  | 5월 11일  | 자예드 빈 술탄 알나하얀        | 대통령      | 아랍에미리트      |
| 1991년 (헤이세이 3년)  | 9월 20일  | 술탄 아즐란 무히부딘 샤        | 국왕        | 말레이시아        |
| 1991년 (헤이세이 3년)  | 10월 17일 | 베아트릭스 빌헬미나 아름하르트 | 국왕        | 네덜란드          |
| 1996년 (헤이세이 8년)  | 10월 11일 | 알베르 2세                     | 국왕        | 벨기에            |
| 1998년 (헤이세이 10년) | 2월 6일   | 장                             | 대공        | 룩셈부르크        |
| 1999년 (헤이세이 11년) | 11월 26일 | 압둘라 2세                     | 국왕        | 요르단            |
| 2001년 (헤이세이 13년) | 3월 16일  | 하랄 5세                       | 국왕        | 노르웨이          |
| 2005년 (헤이세이 17년) | 11월 22일 | 무함마드 6세                   | 국왕        | 모로코            |
| 2010년 (헤이세이 22년) | 5월 11일  | 노로돔 시하모니                | 국왕        | 캄보디아          |
| 2012년 (헤이세이 24년) | 3월 13일  | 사바 알아마드 알자베르 알사바  | 국왕        | 쿠웨이트          |
| 2016년 (헤이세이 26년) | 10월 4일  | 필리프                         | 국왕        | 벨기에            |
| 2017년 (헤이세이 27년) | 3월 10일  | 살만 빈 압둘아지즈 알사우드    | 국왕        | 사우디아라비아    |
| 2017년 (헤이세이 27년) | 11월 21일 | 앙리                           | 대공        | 룩셈부르크        |
| 2024년 (레이와 6년)    | 6월 14일  | 찰스 3세                       | 국왕        | 영국              |